# Phanerotoma samoana
Phanerotoma samoana är en stekelart som beskrevs av David Timmins Fullaway 1940. 
Phanerotoma samoana ingår i släktet Phanerotoma och familjen bracksteklar. Inga underarter finns listade i Catalogue of Life.